# 戴维·卡斯滕斯
戴维·丹尼尔·卡斯滕斯（英語：David Daniel Carstens，1914年9月—1955年8月6日），南非男子拳击运动员。他曾代表南非参加1932年夏季奥林匹克运动会拳击比赛，获得男子175磅级金牌。他于1955年在约翰内斯堡去世。